# The Resort
The Resort est une série télévisée américaine créée par Sam Esmail et Andy Siara, réalisée par Ben Sinclair, et diffusée depuis le 28 juillet 2022 sur la plateforme Peacock, au Canada depuis le 11 septembre 2022 sur Showcase et en France sur Canal+ à partir du 12 juillet 2023.

## Synopsis
Au cours d'un voyage au Mexique sur la Riviera Maya pour célébrer leurs 10 ans de mariage, un couple décide de partir à la recherches de deux jeunes gens (un garçon et une fille) mystérieusement disparus quinze ans plus tôt. Cette quête n'est pas sans réveiller en eux de lourdes blessures, voire provoquer une remise en question leur couple.

## Distribution

### Acteurs principaux
- William Jackson Harper (VF : Jean-Baptiste Anoumon) : Noah
- Cristin Milioti (VF : Diane Kristanek) : Emma
- Luis Gerardo Méndez (VF : Benjamin Penamaria) : Baltasar Frías
- Nina Bloomgarden (en) (VF : Kelly Marot) : Violet Thompson
- Nick Offerman (VF : Emmanuel Gradi) : Murray Thompson
- Gabriela Cartol (es) (VF : Fily Keita) : Luna
- Skyler Gisondo (VF : Gabriel Bismuth-Bienaimé) : Sam Knowlston

### Acteur secondaires
- Debby Ryan (VF : Lutèce Ragueneau) : Hanna
- Dylan Baker (VF : Bernard Lanneau) : Carl Knowlston
- Becky Ann Baker (VF : Blanche Ravalec) : Jan Knowlston
- Ben Sinclair (VF : Sylvain Agaësse) : Alex
- Michael Hitchcock (VF : Laurent Morteau) : Ted
- Parvesh Cheena : Ted

 Source et légende : version française (VF) sur RS Doublage

## Épisodes
1. The Disappointment of Time
2. A Noxious Toothworm
3. Tempus Exhaurire
4. A History of Forgetting
5. El Espejo
6. Hünch fò Llub Sēēth
7. La Pubertad del Matrimonio
8. The Disillusionment of Time

## Accueil critique
La série "The Resort" suscite des avis variés de la presse. Télé Câble Sat l'applaudit en tant que thriller atypique réussissant à marier dépaysement et suspense. Télérama salue la finesse d'Andy Siara, le scénariste, qui transforme une intrigue complexe en un jeu de piste ludique et émouvant. En revanche, 20 Minutes décrit une enquête à suspense oscillant entre théories du complot et éléments fantastiques, soulignant la dimension thérapeutique pour un couple en crise.
Le Parisien qualifie la série de comédie grinçante, chronique de couple et polar fantastique, louant le duo principal tout en notant une narration parfois décousue. Téléstar la compare à une satire mêlant différentes influences, avec des performances exceptionnelles. Première, cependant, émet des réserves, considérant le mélange de comédie trash et de murder mystery comme trop référencé.
Enfin, Le Monde critique la série pour son intrigue dispersée, avec de nombreuses ramifications et des allers-retours temporels fastidieux. En résumé, "The Resort" divise les critiques, recevant des éloges pour ses aspects originaux, mais aussi des critiques pour sa complexité narrative et ses choix stylistiques.